# Hemaloto Polovili
Hemaloto Polovili (ur. 26 lipca 1997) – tongijski piłkarz grający na pozycji napastnika w Veitongo FC.

## Kariera klubowa
Statystyki klubowe dotyczą tylko Ligi Mistrzów OFC bądź jej kwalifikacji.

### Lotohaʻapai United
W profesjonalnej piłce zadebiutował w barwach Lotohaʻapai United. Swój pierwszy mecz rozegrał 7 października 2014 roku. W tym samym roku wystąpił jeszcze w spotkaniach z FC SKBC (4:1) i Puaikura FC (0:1). Rok później odszedł do Veitongo FC.
Powrócił do klubu w 2017 roku. Zagrał w 3 meczach, strzelił 2 gole i zdobył 2 asysty. 1 lipca 2019 pozyskało go Veitongo FC.

### Veitongo FC
Hemaloto Polovili trafił do Veitongo na początku 2016 roku, a odszedł w lipcu 2017. Rozegrał w tym czasie 7 meczów i zdobył 2 gole, w meczach z Utulei Młodzież i Lupe Ole Soaga.
Wrócił do Veitongo po dwóch latach. Został kapitanem zespołu. Wystąpił w dwóch spotkaniach. W meczu z T. Maraerenga (2:2) zdobył dwa gole, dzięki czemu uratował zespół przed porażką i zdobył tytuł króla strzelców eliminacji Ligi Mistrzów OFC 2019/20.

## Kariera reprezentacyjna

### Tonga U-17
Polovili zadebiutował w reprezentacji Tonga U-17 w meczu Mistrzostw Oceanii U-17 2011 wieku zaledwie 13 lat. Przez kilka lat był najmłodszym zawodnikiem w historii tego turnieju. W 2015 jego rekord został pobity przez Gabriela Taumua. Podczas tych mistrzostw rozegrał 4 mecze. W następnych mistrzostwach wystąpił w spotkaniach z reprezentacją Wysp Cooka (1:7), Samoa (2:3) oraz Samoa Afrykańskim (3:2), strzelił 4 gole i zdobył 2 asysty.

### Tonga U-20
Był kapitanem reprezentacji Tonga U-20. Wystąpił w 2 meczach. W spotkaniu z Samoa ustrzelił hat-tricka.

### Tonga U-23
W reprezentacji Tonga U-23 zadebiutował w wieku 14 lat. Był kapitanem tej reprezentacji. Rozegrał w niej 4 mecze, strzelił 2 gole.

### Tonga
Miał 18 lat, gdy rozegrał swój pierwszy mecz w reprezentacji Tonga. Od tego czasu wystąpił w 12 spotkaniach, zdobywając jednego gola i jedną asystę.